# Drosophila divisa
Drosophila divisa este o specie de muște din genul Drosophila, familia Drosophilidae, descrisă de Oswald Duda în anul 1927. Conform Catalogue of Life specia Drosophila divisa nu are subspecii cunoscute.